# Лимонит
Лимонит, Fe2O3•nH2O, је по хемијском саставу хидроксид гвожђа са променљивим садржајем воде. Аморфан је. Као примесе може да садржи силицијум, алуминијум и титанијум. Најчешће је жуте, жутомрке до мрке боје. Огреба је жутог до жутомрког. Јавља се у бубрежастим, гроздастим и земљастим агрегатима, или у виду превлака и скрама по другим минералима, као што су хематит и магнетит. Најчешће је полуметаличне сјајности, ређе металичне.
Тврдина лимонита је врло променљива, креће се између првог и трећег степена Мосове скале , а густине је између 3,5 и 4,0 g/cm3.
Типичан је седиментни минерал. Настаје трансформацијом скоро свих минерала са садржајем гвожђа, као што су силикати, оксиди, карбонати или сулфиди. Може се јавити и у завршним фазама хидротермалног процеса или у оксидационим зонама сулфидних лежишта. Лимонит је веома распростањен у кори распадања, због тога што је веза између силицијума и гвожђа у силикатима слабија од везе између силицијума и алуминијума.
Заступљен је у земљишту дајући му боју. Испирањен у дубље хоризонте земљишта образују се лимонитске конкреције.